# آق سكي
آق سكي هي مدينة في محافظة أنطاليا في منطقة البحر الأبيض المتوسط، تركيا. يبلغ عدد سكانها 15912 نسمة حسب تعداد عام 2010. وبسبب تراثها المعماري تعد أحد أعضاء الرابطة الأوروبية للمدن والمناطق التاريخية التي مقرها نورويتش.

## روابط خارجية
- الموقع الرسمي لمحافظ اللواء باللغة التركية